# 1859
1859 (số La Mã: MDCCCLIX) là một năm thường bắt đầu vào thứ Bảy trong lịch Gregory.

## Sự kiện

### Tháng 2
- 2 tháng 2: Pháp và Tây Ban Nha rút quân khỏi Đà Nẵng đem quân tiến đánh Gia Định.
- 17 tháng 2: Trận thành Gia Định

### Tháng 4
- 20 tháng 4: Pháp điều thêm quân ra đánh Đà Nẵng

### Tháng 5
- 31 tháng 5: Tháp Elizabeth hoàn thành.

### Tháng 6
- 29 tháng 6: Tướng Thái Bình Thiên Quốc Trần Ngọc Thành được phong Anh vương

## Sinh
- 15 tháng 5 – Pierre Curie, nhà vật lý người Pháp (m. 1906).

## Mất
- 27 tháng 5 – Susan Euphemia Beckford, Công tước phu nhân xứ Hamilton.
- 24 tháng 9 – Nguyễn Phúc Miên Thủ, tước phong Hàm Thuận công, hoàng tử con vua Minh Mạng (s. 1819).